# Крим (порт)

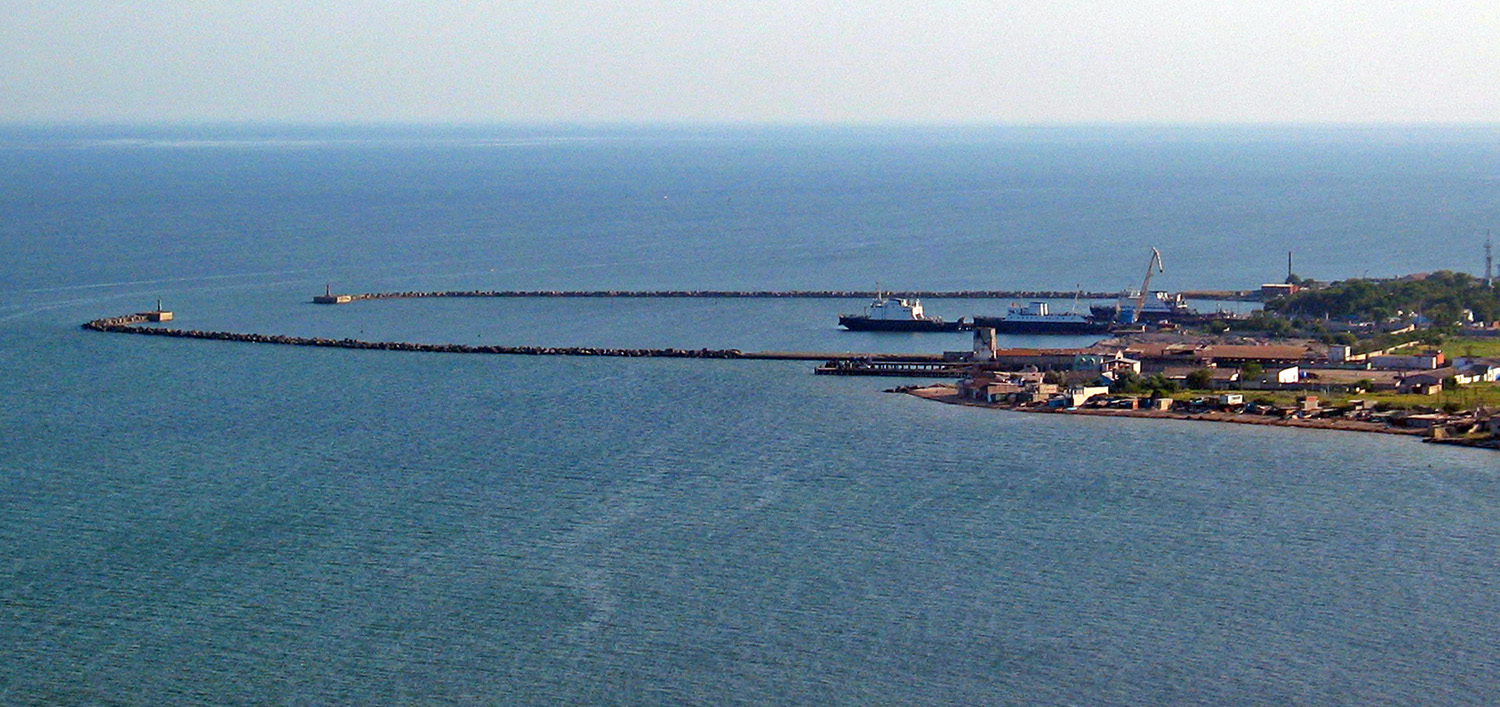

Крим — невеликий порт на сході Кримського півострова.

## Загальні відомості
Розташований на березі Керченської протоки на північно-східній околиці міста Керч, поблизу селища Жуківка. Основне призначення порту — обслуговування Керченської поромної переправи по лінії Порт «Крим»—Порт «Кавказ». Після розпаду СРСР Керченська поромна переправа стала міжнародною та обслугову перевезення між Росією та Україною.
У порту діяв міжнародний пункт пропуску через державний кордон «Крим», який наразі не діє через окупацію Кримського півострова Російською Федерацією.

## Сучасність
У зв'язку з анексією Криму Росією Євросоюз увів санкції щодо порту, відтак суднам вищезгаданої організації заборонено заходити в порт, а від 10 серпня 2015 ця санкція запроваджена також урядом США.